# Tatarów-Bukowel (przystanek kolejowy)
Tatarów (ukr. Татарів, ros. Татаров) – przystanek kolejowy w miejscowości Tatarów, w rejonie nadwórniańskim, w obwodzie iwanofrankiwskim, na Ukrainie.
Dawniej stacja kolejowa. W latach 1994–1995 rozebrano dodatkowe tory i stacja została zdegradowana do roli przystanku.